# Тікілешть (Констанца)
Тікілешть, Тікілешті (рум. Tichilești) — село у повіті Констанца в Румунії. Входить до складу комуни Хорія.
Село розташоване на відстані 159 км на схід від Бухареста, 64 км на північний захід від Констанци, 91 км на південь від Галаца.

## Населення
За даними перепису населення 2002 року у селі проживали 393 особи, усі — румуни. Усі жителі села рідною мовою назвали румунську.